# Svartryggig fruktduva
Svartryggig fruktduva (Ptilinopus cinctus) är en fågel i familjen duvor inom ordningen duvfåglar. Den förekommer i skogsområden i Sydostasien, på Bali och Små Sundaöarna. Fågeln minskar i antal, men beståndet anses vara livskraftigt.

## Utseende och öäte
Svartryggig fruktduva är en stor duva med svartaktig ovansida och ljus undersida med ett diagnostiskt svart bröstband. Färgen på undersidan varierar geografiskt. Sången består av ett kort och djupt "woo-oo" som först stiger och sedan faller mot slutet.

## Utbredning och systematik
Svartryggig fruktduva förekommer i Sydostasien på Bali och de Små Sundaöarna. Den delas in i sex underarter med följande utbredning:
- Ptilinopus cinctus baliensis – förekommer på Bali
- Ptilinopus cinctus albocinctus – förekommer på Lombok, Sumbawa och Flores
- Ptilinopus cinctus everetti – förekommer på Pantar och Alor
- Ptilinopus cinctus cinctus – förekommer på Timor, Wetaröarna och Romang
- Ptilinopus cinctus  lettiensis – förekommer på Leti, Moa, Luang, Sermata och Teun
- Ptilinopus cinctus  ottonis – förekommer på Damar, Pulau Babar och Pulau Nila

## Levnadssätt
Svartryggig fruktduva hittas i skogsområden i både lågland och bergstrakter. Den ses enstaka eller i par i skogens övre skikt.

## Status och hot
Arten har ett stort utbredningsområde, men tros minska i antal, dock inte tillräckligt kraftigt för att den ska betraktas som hotad. Internationella naturvårdsunionen IUCN listar arten som livskraftig (LC).